# Șinca (gmina)
Șinca – gmina w Rumunii, w okręgu Braszów. Obejmuje miejscowości Bucium, Ohaba, Perșani, Șercăița, Șinca Veche i Vâlcea. W 2011 roku liczyła 3401 mieszkańców. 